# Franciszek Pajerski (hokeista)
Franciszek Pajerski (ur. 17 września 1948 w Nowym Targu) – polski hokeista i trener hokejowy.

## Życiorys
Urodził się 17 września 1948 w Nowym Targu. Wychowanek Podhala Nowy Targ, w którego barwach występował w I lidze w sezonie 1967/1968. Uczestniczył w pierwszym oficjalnym turnieju mistrzostw Europy juniorów do lat 19 w 1968. W sezonach 1968/1969 i 1969/1970 występował w Legii Warszawa. W sezonie 1970/1971 został ponownie zawodnikiem pierwszej drużyny Podhala oraz zespołu rezerwowego występującego w rozgrywkach ligi okręgowej krakowskiej. W trakcie sezonu został zawodnikiem Stali Sanok. Po zdobyciu mistrzostwa Polski w sezonie 1970/1971 z macierzystą drużyną, w 1971 wraz z kilkoma innymi wychowankami nowotarskiego klubu (Józef Pyzowski, Adam Radzki), przeszedł do Stali Sanok, która w tym roku awansowała do ówczesnej drugiej klasy ligowej. Zajął drugie miejsce w plebiscycie na najlepszego sportowca klubu ZKS Stal Sanok za rok 1972. Na początku edycji II ligi 1975/1976 był niezdolny do gry wskutek poważnej kontuzji. W trakcie rozgrywek 26 stycznia 1976 podjął treningi, powracając do składu drużyny po ponad 3-miesięcznym okresie przerwy. W tym sezonie Stal Sanok odniosła historyczny sukces w roku 30-lecia historii klubu, wygrywając II ligę Grupę Południową i uzyskując awans do I ligi, najwyższej polskiej klasy rozgrywkowej. Przed inauguracyjnym sezonem I ligi 1976/1977 przerwał karierę zawodniczą. W 1978 przerwał karierę wskutek kontuzji. Podczas finału IV Plebiscytu na Najpopularniejszego Sportowca Sanoka za rok 1977 w dniu 1978 odbyło się oficjalne pożegnanie F. Pajerskiego po zakończeniu przez niego kariery. Na początku sezonu II ligi 1978/1979 powrócił do gry ponownie grając w ataku z Janem Paszkiewiczem i Tadeuszem Garbem. Po zakończeniu kariery, 14 lutego 1981 wystąpił w meczu pokazowym pomiędzy aktualnymi zawodnikami Stali a byłymi hokeistami klubu, zakończonego wynikiem 12:4.
Został trenerem hokejowym w Stali Sanok. W 1978 wraz z Tadeuszem Glimasem był trenerem zespołu juniorów urodzonych przed 1961. Ponadto wraz z T. Glimasem był instruktorem w klasach sportowych w Szkole Podstawowej nr 4 w Sanoku (także w ramach przygotowań do Spartakiady Młodzieży). 22 stycznia 1981 został wybrany członkiem 11-osobowego zarządu klubu sportowego ZKS Stal Sanok. Trzykrotnie pełnił funkcję szkoleniowca drużyny seniorów Stali w drugiej lidze: od czerwca 1981 do 1983 (sezony II ligi 1981/1982 i 1982/1983), od października 1987 do 1988 (sezon II ligi 1987/1988, od maja 1988 był asystentem I trenera Jerzego Rożdżyńskiego) oraz od stycznia 1990 w trakcie sezonu 1989/1990 (jego asystentem w 1987 i w 1990 zostawał Tadeusz Garb). W połowie 1988 został trenerem szkółki hokejowej Stali wraz z Janem Paszkiewiczem. Pozostawał trenerem w sanockim klubie także po przekształceniu Stali w STS. W pierwszej połowie lat 90. był drugim trenerem drużyny STS w ekstraklasie. Wśród jego wychowanków był m.in. Artur Dżoń.
Żonaty od 1973. Jego syn Sebastian (ur. 1977) także został hokeistą (po powrocie rodziny do Nowego Targu trenował w Podhalu).
16 marca 2019 na lodowisku Arena Sanok prowadził drużynę byłych zawodników STS Sanok w meczu pokazowym z Ciarko KH 58 Sanok.

## Osiągnięcia
Klubowe
- Złoty medal mistrzostw Polski: 1971 z Podhalem Nowy Targ
- Awans do I ligi: 1976 ze Stalą Sanok

Wyróżnienia
- Dziesiąte miejsce w plebiscycie na najlepszego sportowca 40-lecia Stali Sanok 1946-1986[41]